# دی‌سی‌سی
دی‌سی‌سی (انگلیسی: DCC) شرکت خوشه‌ای ایرلندی است، که در سالر۱۹۷۶ تأسیس شد.